# Liste der Monuments historiques in Chemilly (Allier)
Die Liste der Monuments historiques in Chemilly (Allier) führt die Monuments historiques in der französischen Gemeinde Chemilly auf.

## Liste der Bauwerke
| Bezeichnung           | Beschreibung                       | Standort | Kennzeichnung | Schutzstatus | Datum | Bild           |
| --------------------- | ---------------------------------- | -------- | ------------- | ------------ | ----- | -------------- |
| Château des Girodeaux | Schloss, erbaut im 17. Jahrhundert | (Lage)   | PA03000015    | Inscrit      | 2002  | weitere Bilder |
| Kirche St-Denis       | Erbaut im 12. Jahrhundert          | (Lage)   | PA00093059    | Classé       | 1910  | weitere Bilder |

## Liste der Objekte
| Bezeichnung                                                     | Beschreibung                             | Standort                      | Kennzeichnung | Schutzstatus | Datum | Bild |
| --------------------------------------------------------------- | ---------------------------------------- | ----------------------------- | ------------- | ------------ | ----- | ---- |
| Skulptur Madonna mit Kind und Vogel (Fotos in der Base Palissy) | Holz, polychrom gefasst, 16. Jahrhundert | in der Kirche St-Denis (Lage) | PM03000078    | Classé       | 1957  |      |